# Апарина, Алевтина Викторовна
Алевти́на Ви́кторовна Апа́рина (20 апреля 1941 года, Сталинград, РСФСР, СССР — 29 декабря 2013 года, Волгоград, Российская Федерация) — российский государственный и политический деятель, депутат Государственной думы VI созыва от КПРФ, член комитета Госдумы по труду, социальной политике и делам ветеранов. Член Президиума ЦК КПРФ в 1995—2000 гг.
Являлась депутатом Государственной думы I, II, III, IV, V и VI созывов.

## Образование и трудовая деятельность
Окончила заочное отделение филфака РГУ по специальности «филолог» в 1967 году, заочное отделение Саратовской Высшей партийной школы в 1986 году. Трудовую деятельность начинала разнорабочей в совхозе, работала счетоводом, свинаркой, птичницей. С 1965 года по 1967 год — учитель русского языка в средней школе.

## Политическая деятельность
- С 1968 года — секретарь центрального райкома ВЛКСМ города Волгограда.
- С 1973 года — инструктор Волгоградского обкома КПСС, заведующая отделом.
- В 1983—1991 годах — первый секретарь центрального РК КПСС города Волгограда.
- В 1989 году создала общество «Ленин и Отечество».
- Февраль-август 1991 года — секретарь Волгоградского обкома КПСС.
- С 1991 года — председатель общества «Ленин и Отечество».

Была председателем Волгоградской региональной организации Социалистической партии трудящихся (СПТ), членом Федерального Совета СПТ (1991—1993). В 1993 году вместе с большей частью Волгоградской организации СПТ перешла в восстановленную КПРФ. С 1993 года — первый секретарь Волгоградского областного комитета КПРФ, член ЦК КПРФ с 1993 года, член Президиума ЦК КПРФ с 22 января 1995 года по 3 декабря 2000 года. Избиралась сопредседателем Всероссийского женского союза, председателем Волгоградского областного отделения общероссийского общественного движения «Народно-патриотический союз России» (НПСР), членом Координационного совета НПСР.
В Государственной думе I созыва была членом фракции «КПРФ», членом и секретарем Комитета ГД по делам общественных объединений и религиозных организаций, в Государственной думе II созыва — членом фракции «КПРФ», председателем Комитета ГД по делам женщин, семьи и молодёжи, в Государственной думе III созыва — членом фракции «КПРФ», членом Комитета ГД по труду и социальной политике.
7 декабря 2003 года была избрана депутатом Государственной думы IV созыва вновь по федеральному списку избирательного объединения КПРФ, была членом фракции КПРФ, членом Комитета ГД по труду и социальной политике.
2 декабря 2007 года была избрана депутатом Государственной думы V созыва от КПРФ, была членом фракции «КПРФ», членом Комитета ГД по труду и социальной политике.
4 декабря 2011 года избрана депутатом Государственной думы VI созыва от КПРФ, член фракции «КПРФ», член Комитета ГД по труду, социальной политике и делам ветеранов. Курировала Волгоградскую и Астраханскую область.
22 июня 2012 года покинула пост первого секретаря Волгоградского отделения КПРФ.
Увлечения: любила играть в волейбол и читать историческую литературу.
Скончалась 29 декабря 2013 года в Волгограде после тяжёлой болезни на 73-м году жизни, мандат депутата был передан, по списку Николаю Паршину.
Похоронена на Димитриевском кладбище.

## Награды
- заслуженный учитель школы РСФСР
- орден «Знак Почёта»
- медаль «В ознаменование 100-летия со дня рождения Владимира Ильича Ленина»
- отличник народного просвещения РСФСР